# Genito
Eugenio Fernando Bila dit Genito est un footballeur international mozambicain né le 3 mars 1979.